# 克拉馬斯山脈
克拉馬斯山脈（英語：Klamath Mountains）是美國加利福尼亞州西北部和俄勒岡州西南部的一座崎嶇且人口稀少的山脈。作為太平洋海岸山脈和加利福尼亞海岸山脈內的一個山脈系統，克拉馬斯山脈有多樣的地質情況，有大面積的蛇紋岩和大理石，氣候特點是冬季寒冷，降雪量很大，夏季溫暖乾燥，降雨量有限，尤其是在南方。由於地質和土壤類型的原因，山區擁有多種特有種樹木，形成世界上最大的針葉樹群之一。克拉馬斯山脈也是多種魚類和動物物種的家園，包括黑熊、大型貓科動物、貓頭鷹、老鷹和幾種太平洋鮭魚。面積達數百萬英畝的山區由美國林務局管理。克拉馬斯山脈最北端和最大的山脈是錫斯基尤山脈。